# Bajram Mata
Bajram Mata (ur. 18 listopada 1940 w Leiçanie, zm. 5 marca 1983 w Peshkopii) – albański malarz socrealistyczny.

## Życiorys
W 1961 roku ukończył studia malarskie w Instytucie Malarstwa, Rzeźby i Architektury im. Ilii Riepina w Leningradzie. Po powrocie z ZSRR studiował na Uniwersytecie Sztuk w Tiranie, gdzie naukę ukończył w 1965 roku. Następnie pracował w Peshkopii jako scenograf w lokalnym domu kultury i jako nauczyciel rysunku w lokalnych szkołach.
Dzieła Bajrama Maty znajdują się w galeriach sztuki w Tiranie, Durrësie i Peshkopii.